# Keyspace
Keyspace в NoSQL е обект, който обединява множество колони, които съдържат сходен тип информация (така наречените „column families“ – семейства от колони). Това е най-външният слой данни в цялостната схема. Оприличава се на така наречения схематичен модел при системите за управление на база данни. Обикновено приложенията имат по един keyspace.

## Структура
Keyspace може да съдържа семейства колони или супер колони („super columns“). Всяка супер колона съдържа едно или няколко семейства колони, а всяка семейство – поне една колона с информация. Keyspace е най-високото ниво в класифицирания архив от данни.

## Пример
Keyspace обект в Twitter.
```
<
Keyspace
 
Name
=
"TwitterClone"
>

  
<
KeysCachedFraction
>
0
.
01
</
KeysCachedFraction
>

  
<
ColumnFamily
 
CompareWith
=
"UTF8Type"
 
Name
=
"Users"
 
/>

  
<
ColumnFamily
 
CompareWith
=
"UTF8Type"
 
Name
=
"UserAudits"
 
/>

  
<
ColumnFamily
 
CompareWith
=
"UTF8Type"
 
CompareSubcolumnsWith
=
"TimeUUIDType"
 
ColumnType
=
"Super"
 
Name
=
"UserRelationships"
 
/>

  
<
ColumnFamily
 
CompareWith
=
"UTF8Type"
 
Name
=
"Usernames"
 
/>

  
<
ColumnFamily
 
CompareWith
=
"UTF8Type"
 
Name
=
"Statuses"
 
/>

  
<
ColumnFamily
 
CompareWith
=
"UTF8Type"
 
Name
=
"StatusAudits"
 
/>

  
<
ColumnFamily
 
CompareWith
=
"UTF8Type"
 
CompareSubcolumnsWith
=
"TimeUUIDType"
 
ColumnType
=
"Super"
 
Name
=
"StatusRelationships"
 
/>

</
Keyspace
>

```